# Big Thing
Big Thing es el quinto álbum del grupo Duran Duran, lanzado mundialmente en 1988, con el sello discográfico de Emi/Capitol. Se vendieron 3 millones de copias.[cita requerida]

## Listado de canciones
Todas las canciones fueron compuestas y escritas por Duran Duran:
1. "Big Thing" – 3:41
2. "I Don't Want Your Love" – 4:06
3. "All She Wants Is" – 4:34
4. "Too Late Marlene" – 5:08
5. "Drug (It's Just A State Of Mind)" – 4:36
6. "Do You Believe In Shame?" – 4:23
7. "Palomino" – 5:19
8. "Interlude One" – 0:32
9. "Land" – 6:12
10. "Flute Interlude" – 0:32
11. "The Edge Of America" – 2:37
12. "Lake Shore Driving" – 3:03
13. "Drug (Daniel Abraham Mix)" – 4:18

## Sencillos
1. "I Don't Want Your Love" (septiembre de 1988)
2. "All She Wants Is" (diciembre de 1988)
3. "Do You Believe In Shame?" (abril de 1989)

## Ranking musical en el mundo
| Año  | Lista         | Posición |
| ---- | ------------- | -------- |
| 1988 | The Billboard | #200 #24 |
| 1988 | UK Albums     | #15      |

- Datos: Q2314929